# Erythemis attala
Erythemis attala – gatunek ważki z rodziny ważkowatych (Libellulidae). Występuje w Ameryce Północnej i Południowej – od południa USA (Teksas, zabłąkane osobniki stwierdzono w Alabamie) przez Meksyk i Amerykę Środkową (w tym Kubę i Jamajkę) na południe do Argentyny.